# 廣東等處承宣布政使司
广东等處承宣布政使司，简称广东布政司，是明朝、清朝在珠江流域东部和韩江流域等地的一级行政機構，下辖10府1直隶州8散州77县。布政使司衙门驻广州府。

## 沿革
广东等處承宣布政使司在元朝时分属湖广行中书省与江西行中书省，当时并无单独的建制。原宋代的广南东路改为广东道隶属于江西行省，广南西路改为海北海南道和广西两江道。
洪武二年，明太祖在广东道的基础上始设广东行中书省。九年，改为广东等處承宣布政使司。在辖境方面将现在的合浦地区、雷州半岛以及海南岛一道并入广东布政司的辖境，从此恢复了广东地区单独的建制，同时较宋代的广南东路面积更大，自此时起，基本确立了以后广东地区的轮廓。而之所以将原部分广西地区划归广东布政司，是基于黎族当年的起义而采取的分而治之的策略。
同时，为了简化地区行政机构，将原先元代时期设立的道、路、军以及录事司一并废除。广东布政司下辖府（直隶州）、县（散州）两级。同时将原先一些面积过大的县进行拆分，新置了顺德、新安（宝安）、三水、龙门、新宁（台山）、从化、高明、开平、恩平、广宁、长乐（五华）、永安（紫金）、和平、饶平、惠来、镇平（蕉岭）、平远、大埔、普宁、澄海、东安（云浮）、西宁（郁南）22县。终明一代，广东布政司总领广州等10府、罗定直隶州一州以及州府下辖的77县、8散州。

## 辖区

### 广州府
元朝广州府为广州路。洪武元年（1368年）广州路被改置为广州府，二年（1369年）属行省。广州府城由番禺县、南海县两县分管。府城亦为广东等處承宣布政使司驻地。

#### 府直属县
番禺县、南海县、顺德县、香山县、新会县、东莞县、新安县、三水县、增城县、龙门县、清远县、新宁县、从化县

#### 散州
- 连州

元朝连州为桂阳直隶州，并且连州直隶州亦治此。洪武二年（1369年）桂阳州被撤销并入连州，同年连州属行省，同年又被撤销并入连山县，三年（1370年）其地改属阳山县；十四年（1381年）连州復置，改属广州府。

##### 州属县
阳山县、连山县

### 肇庆府
元朝肇庆府为肇庆路。洪武元年（1368年）肇庆路被改置为肇庆府，二年（1369年）属行省。府治高要县。

#### 府直属县
高要县、四会县、新兴县、阳江县、阳春县、广宁县、高明县、恩平县

#### 散州
- 德庆州

元朝德庆州为德庆路。洪武元年（1368年）德庆路被改置为德庆府，二年（1369年）属行省；九年（1376年）被降为德庆州，改属肇庆府，并且府署所驻县端溪县被撤销并入州。

##### 州属县
封川县、开建县

### 韶州府
元朝韶州府为韶州路。洪武元年（1368年）韶州路被改置为韶州府，二年（1369年）属行省。府治曲江县。

#### 府直属县
曲江县、乐昌县、英德县、仁化县、乳源县、翁源县

### 南雄府
元朝南雄府为南雄路。洪武元年（1368年）南雄路被改置为南雄府，二年（1369年）属行省。府治保昌县。

#### 府直属县
保昌县、始兴县

### 惠州府
元朝惠州府为惠州路。洪武元年（1368年）惠州路被改置为惠州府，二年（1369年）属行省。府治归善县。

#### 府直属县
归善县、博罗县、长宁县、永安县、海丰县、龙川县、长乐县、兴宁县

#### 散州
- 连平州

崇祯六年（1633年）析和平、长宁、河源、翁源四县于和平县惠化都置连平县，来属惠州府，同年被升为连平州。

##### 州属县
河源县、和平县

### 潮州府
元朝潮州府为潮州路。洪武二年（1369年）潮州路被改置为潮州府，同年属行省。府治海阳县。

#### 府直属县
海阳县、潮阳县、揭阳县、程乡县、饶平县、惠来县、镇平县、大埔县、平远县、普宁县、澄海县

### 高州府
元朝高州府为高州路。洪武元年（1368年）高州路被改置为高州府，二年（1369年）属广西行省，同年改属广东行省，七年（1374年）被降为高州直隶州，九年（1376年）被复升为高州府；洪武初年徙治茂名县。

#### 府直属县
茂名县、电白县、信宜县

#### 散州
- 化州

元朝化州为化州路。洪武元年（1368年）化州路被改置为化州府，二年（1369年）属广西行省，同年改属广东行省，七年（1374年）被降为化州直隶州，并且府署所驻县石龙县被撤销并入州；九年（1376年）被降为化县，改属高州府，十四年（1381年）復升为化州。

##### 州属县
吴川县、石城县

### 雷州府
元朝雷州府为雷州路。洪武元年（1368年）雷州路被改置为雷州府，二年（1369年）属广西行省，同年改属广东行省。府治海康县。

#### 府直属县
海康县、遂溪县、徐闻县

### 廉州府
元朝廉州府为廉州路。洪武元年（1368年）廉州路被改置为廉州府，二年（1369年）属广西行省，同年改属广东行省，七年（1374年）被降为雷州直隶州，九年（1376年）被降为散州，改属雷州府，十四年（1381年）被复升为廉州府。府治合浦县。

#### 府直属县
合浦县、石康县

#### 散州
- 钦州

元朝钦州为钦州路。洪武二年（1369年）钦州路被改置为钦州府，二年（1369年）属广西行省，同年改属广东行省，七年（1374年）被降为钦州直隶州，并且府署所驻县安远县被撤销并入州；九年（1376年）被降为钦县，改属廉州，十四年（1381年）被复升为钦州。

##### 州属县
灵山县

### 琼州府
元朝琼州府为乾宁安抚司。洪武元年（1368年）乾宁安抚司被改置为琼州府，二年（1369年）属广西行省，同年改属广东行省，又被降为琼州直隶州，三年（1370年）被复升为琼州府。府治琼山县。

#### 府直属县
琼山县、澄迈县、临高县、定安县、文昌县、会同县、乐会县

#### 散州
- 儋州

元朝儋州为南宁直隶军。洪武元年（1368年）南宁直隶军被改置为儋州，改属琼州府；正统四年（1439年）州署所驻县宜伦县被撤销并入州。

##### 州属县
昌化县
- 万州

元朝万州为万安直隶军。洪武元年（1368年）万安直隶军被改置为万州，改属琼州府；正统四年（1439年）州署所驻县万安县被撤销并入州。
陵水县
- 崖州

元朝崖州为吉阳直隶军。洪武元年（1368年）吉阳直隶军被改置为崖州，改属琼州府；正统四年（1439年）州署所驻县宁远县被撤销并入州。
感恩县

### 罗定直隶州
元代罗定州为泷水县，属德庆路。万历五年（1577年）泷水县被升为罗定直隶州，直属广东承宣布政使司。

#### 州属县
东安县、西宁县

### 南明時期
- 永曆三年（1649年），廣州府割新會縣，肇慶府割新興縣、恩平縣地設開平縣，屬肇慶府，清朝沿用。